# Cyclantipha
Cyclantipha es un género de escarabajos  de la familia Chrysomelidae. En 1932 Laboissière describió el género. Contiene las siguientes especies:
- Cyclantipha ornata Labossiere, 1932
- Cyclantipha quadriplagiata Medvedev, 2004
- Cyclantipha ulyssis Laboissiere, 1932